# Годуни (Октябрьский район)
Годуни (бел. Гадуні) — деревня в Любанском сельсовете Октябрьского района Гомельской области Белоруссии.

## География

### Расположение
В 15 км на восток от Октябрьского, 19 км от железнодорожной станции Рабкор (на ветке Бобруйск — Рабкор от линии Осиповичи — Жлобин), 245 км от Гомеля.

## Транспортная сеть
Транспортные связи по просёлочной, затем автомобильной дороге Октябрьский — Озаричи. Планировка состоит из короткой прямолинейной улицы, ориентированной с юго-востока на северо-запад, к которой с севера присоединяются 2 короткие прямолинейные улицы. Застройка деревянная, усадебного типа.

## История
Известна по письменным источникам с XVIII века как селение в Минском воеводстве Великого княжества Литовского. В 1775 году король Станислав Август подарил деревню М. С. Лопату.
После 2-го раздела Речи Посполитой (1793 год) в составе Российской империи. В XIX веке в поместье Катай-Болото. Обозначена на карте 1866 года, использовавшейся Западной мелиоративной экспедицией, работавшей в этом районе в 1890-е годы. В 1879 года упоминается в числе селений Чернинского церковного прихода. В 1908 году в Чернинской волости Бобруйского уезда Минской губернии.
В 1922 году в наёмном доме открыта школа. В 1930 году организован колхоз. Во время Великой Отечественной войны немецкие оккупанты в апреле 1942 года полностью сожгли деревню и убили 48 жителей. В начале декабря 1943 года, после продвижения советских войск к Октябрьской партизанской зоне, здесь, поблизости от деревень Моисеевка, Годуни и Любань, с 28 ноября до 21 декабря 1943 года находился разрыв в обороне немецких войск (около 10 км), известный как «Рудобельские ворота». Через них осуществлялась прямая связь между партизанами и частями 65-й армии. 25 жителей погибли на фронте. Согласно переписи 1959 года в составе колхоза имени Т. П. Бумажкова (центр — деревня Любань). Работал магазин.

## Население

### Численность
- 2004 год — 33 хозяйства, 63 жителя.

### Динамика
- 1897 год — 21 двор, 172 жителя (согласно переписи).
- 1908 год — 35 дворов, 229 жителей.
- 1925 год — 53 двора.
- 1940 год — 74 двора, 296 жителей.
- 1959 год — 288 жителей (согласно переписи).
- 2004 год — 33 хозяйства, 63 жителя.